# Gabino Ibáñez
Gabino Ibáñez (Tarija, Imperio español, ca. 1787 - Tarija, Bolivia, ca. 1835) fue un militar rioplatense que ejerció como teniente de gobernador del partido de Santiago del Estero, que pertenecía a la provincia de San Miguel del Tucumán.

## Biografía
Se incorporó a las fuerzas de caballería de su ciudad en 1804, como oficial.
En 1810, poco antes de la batalla de Suipacha, se unió al Ejército Auxiliar del Alto Perú. Participó en las batallas de Huaqui, Las Piedras Tucumán y Salta. Durante la segunda expedición auxiliadora al Alto Perú permaneció de guarnición en Tarija.
En 1814 fue enviado a reforzar las guarniciones de la jurisdicción de Santiago del Estero erigidas para evitar los ataques de los indígenas abipones.
En septiembre de 1816, el entonces sargento mayor Ibáñez fue nombrado teniente de gobernador de Santiago del Estero, siendo reemplazado como jefe de la defensa contra los indígenas por Juan Felipe Ibarra. Gobernó exclusivamente como enviado del gobierno central y no tuvo para nada en cuenta la opinión de los vecinos de la ciudad ni del campo. En diciembre de ese año fue derrocado por el coronel Juan Francisco Borges. Pero en los últimos días del año, éste fue derrotado por una división enviada desde el Ejército del Norte, al mando de Gregorio Aráoz de Lamadrid, que lo hizo fusilar.
Fue ascendido al grado de teniente coronel en 1817. En marzo de 1818 fue nombrado para sucederle el alcalde Iramain, pero el gobernador tucumano Feliciano de la Mota Botello prefirió conservarlo en su poder, debido a que de esa manera podía controlar a la población santiagueña con más facilidad.
Con el paso de los años de su administración estrechó algunos vínculos en Santiago del Estero, de modo que el sucesor de Mota, Bernabé Aráoz, decidió reemplazarlo por alguien completamente ajeno a la provincia, el capitán Juan Francisco Echauri. Ese gesto de Aráoz ofendió a Ibáñez, que respondió llevándose todas las fuerzas de su mando –dependientes del prácticamente disuelto Ejército del Norte– a Córdoba.
Desde allí se dirigió a Buenos Aires, donde permaneció en la guarnición de la ciudad hasta 1822, cuando pasó a retiro por la reforma militar. No obstante, en junio de ese año fue enviado a Salta con algunos refuerzos para una posible campaña contra los realistas del Alto Perú. Ésta se realizó finalmente en 1825, al mando de Arenales, aunque el sargento mayor José María Aguirre Hevia Vaca y el coronel Eustaquio Méndez Arenas habían desarmado a los últimos realistas de Tarija sin la acción de ningún combate el 8 de marzo.
Ibáñez se estableció en su ciudad natal, y en agosto de 1826 vivió la invasión de Bernardo Trigo y Burdett O'Connor, por la que separaron Tarija de las Provincias Unidas del Río de la Plata y la anexaron a Bolivia, Gabino Ibáñez fue víctima de represión y extorsión por parte de los invasores, quienes obligarían a Ibáñez, a José Fernando de Aguirre y a José María de Aguirre a asistir como diputados a las asambleas en Bolivia, en el departamento de Chuquisaca el 23 de septiembre de 1826. Los tres serían rechazados por las autoridades chuquisaqueñas por las presentaciones de informaciones, documentos y credenciales falsas que otorgaba Bernardo Trigo a los diputados.